# Cryptography API
Die Microsoft Cryptography API ist die Standard-Programmierschnittstelle (englisch application programming interface, API) auf Windows-Betriebssystemen, über die die Anwendungsprogramme auf kryptografische Methoden zugreifen können. Sie bietet Programmen Funktionen zum Verschlüsseln und Entschlüsseln (englisch encrypt und decrypt) von Daten sowie für starke Authentifizierung mit digitalen Zertifikaten und sichere Generierung von (Pseudo-)Zufallszahlen an.
Einsatzbeispiele bilden das Ver- und Entschlüsseln von E-Mails und Datenverbindungen sowie die Anmeldung an Systemen mit Smartcards.
Die MS-CryptoAPI wurde 1996 mit Windows NT 4.0
eingeführt und bis Windows XP fortgeführt und erweitert.
Mit Windows Vista ersetzt Microsoft 2007 die CryptoAPI der vorherigen Windows-Versionen durch die „Cryptography API: Next Generation (CNG)“
für die zukünftigen Windows-Versionen.